# مالدون (تگزاس)
مالدون (به انگلیسی: Muldoon) یک منطقهٔ مسکونی در ایالات متحده آمریکا است که در شهرستان فیت، تگزاس واقع شده‌است. مالدون ۱٫۷ کیلومتر مربع مساحت و ۱۱۴ نفر جمعیت دارد و ۸۱ متر بالاتر از سطح دریا قرار دارد.